# Kalvning (glaciär)

Spegazziniglaciären, Los Glaciares nationalpark, Argentina

Kalvning kallas det när en glaciär som mynnar i hav eller sjö släpper isberg eller block av is i vattnet. En kalvning är ofta ett spektakulärt skådespel.